# Корналовицька сільська рада
Корналовицька сільська рада — орган місцевого самоврядування у Самбірському районі Львівської області. Адміністративний центр — село Корналовичі.

## Загальні відомості
Корналовицька сільська рада утворена в лютому 1940 року. Територією ради протікає річка Дністер.

## Населені пункти
Сільській раді підпорядковані населені пункти:
- с. Корналовичі

## Склад ради
Рада складається з 14 депутатів та голови.

### Керівний склад ради
| ПІБ                          | Основні відомості                                                 | Дата обрання | Дата звільнення |
| ---------------------------- | ----------------------------------------------------------------- | ------------ | --------------- |
| Іваніцька Людмила Михайлівна | Сільський голова, 1962 року народження                            | 26.03.2006   | 31.10.2010      |
| Бесага Микола Мар'янович     | Сільський голова, 1970 року народження, освіта вища, безпартійний | 31.10.2010   |                 |

Примітка: таблиця складена за даними джерела